# María Ana Gómez de la Cortina
María Ana Gómez de la Cortina (Ciudad de México, 1779 - ibídem, 6 de enero de 1846) fue heredera del título Conde de la Cortina y promotora de la fundación de las Hermanas de la Caridad en México.

## Semblanza biográfica
Sus padres fueron Servando Gómez de la Cortina —primer conde de la Cortina— y María de la Paz Gómez Rodríguez de Pedroso.  Al ser la única hija de este matrimonio, heredó el título de su padre. En 1795, a los dieciséis años de edad y poco después de haber quedado huérfana, se casó con su primo Vicente Gómez de la Cortina y Salceda.
Tuvo cinco hijos: María de Jesús, José Justo (heredero del título), Mariano, Joaquín (marqués de Morante), y María de Loreto.  Viajó frecuentemente a la localidad cántabra de Salarzón, España, para visitar a sus parientes. Sus tres hijos varones realizaron estudios en España en compañía de su padre, mientras tanto, la condesa se quedó en México al cuidado de sus hijas.
Enviudó a finales de 1842, a partir de entonces, inició la empresa de fundar en México el Instituto de las Hermanas de la Caridad de San Vicente de Paul. El 9 de octubre de 1843, obtuvo el permiso correspondiente por parte del presidente Antonio López de Santa Anna. De esta forma, el 15 de noviembre de 1844 llegaron a México once hermanas fundadoras, incluida la madre superiora, sor Agustina Inza. 
La condesa tomó el hábito de la congregación. Falleció en la Ciudad de México el 6 de enero de 1846. Dejó un legado de 141 000 pesos que sirvió de base para la construcción de un convento e iglesia que se concluyó en 1854. Las Hermanas de la Caridad tuvieron a su cargo los hospitales del Divino Salvador, San Pablo, San Andrés y San Juan de Dios. En 1861 fueron eximidas del cumplimiento de las Leyes de Reforma, ya que se les consideró una sociedad puramente civil. Sin embargo, en 1874, el instituto fue suprimido por órdenes del presidente Sebastián Lerdo de Tejada.